# Pandémie de Covid-19 en Polynésie française
 (septembre 2020).
La pandémie de Covid-19 en Polynésie française, est une pandémie d'une maladie infectieuse émergente, la maladie à coronavirus 2019 (Covid-19) dont le premier cas de coronavirus SARS-CoV-2 fût confirmé en Polynésie française le 11 mars 2020.
Le bilan communiqué par la direction de la santé le 6 avril 2020 indiquait 51 cas confirmés de coronavirus et une hospitalisations était en cours dans la collectivité. Le 40e cas fût détecté à Hitiaa O Te Ra au Nord-Est de Tahiti Nui. Les 36 premiers cas confirmés furent répartis ainsi : 32 à Tahiti dont un située sur Tahiti Iti à Taiarapu-Ouest, trois à Moorea et un à Rangiroa.

## Lutte contre la propagation
La première patiente en Polynésie a été prélevé le 10 mars. Ce premier cas confirmé le 11 mars est Maina Sage, membre du Tapura huiraatira et députée de la Polynésie française à l'Assemblée nationale depuis 2014. Elle a notamment rencontré le ministre de la Culture Franck Riester lui-même contaminé.

### Dispositifs nationaux
Le Premier ministre Édouard Philippe a présenté au conseil des ministres des ordonnances dont la principale prévoit la mise en place du fonds de solidarité qui à vocation à aider la Polynésie à traverser cette crise sanitaire et économique.

### Dispositifs locaux
À la suite de la confirmation du premier cas de maladie à coronavirus Covid-19 en Polynésie française, annoncé par le président de la Polynésie française Édouard Fritch, le territoire passe en phase 1 et le Haut-commissariat de la République en Polynésie française décide d'activer le dispositif ORSEC, l'organisation de réponse de sécurité civile, et du PC de crise du Haut-commissariat (PC-HC). Il active le « plan de mobilisation interne » du « plan blanc » des établissements hospitaliers. Au 19 mars, onze personnes sont au total infectées par le virus : si les cas concernaient majoritairement des patients revenant de voyage, cette fois, deux cas ont été contaminés par un proche.
À compter du samedi 14 mars, un numéro dédié, le 444 789, est mis à disposition 7 jours sur 7 pour les personnes qui ont des questions à poser sur la pandémie de Covid-19. Le service d’addictologie de la direction de la santé se tient à la disposition des personnes en difficulté dans la gestion des addictions diverses (alcool/drogue).
Dès le 20 mars 2020 à minuit il impose la fermeture des magasins non essentiels et le confinement avec un système d’attestation dérogatoire de déplacement comme en métropole. À partir du 24 mars, la vente de produits alimentaires alcoolisés, le « manuia », est interdite pendant la durée de confinement, soit jusqu'au 5 avril 2020. À compter du 27 mars, plus aucun avion ne décolle ni arrive en Polynésie française, la coupant du reste du monde. Pour maîtriser l’épidémie, le gouvernement local a aussi suspendu les liaisons aériennes inter-îles. Les seuls avions autorisés à voler sont ceux qui assurent les évacuations sanitaires, ou qui acheminent du matériel médical. Les professionnels de la grande distribution assurent que pour les stocks ils ont de quoi voir venir, en attendant le transport maritime qui va remplacer le transport aérien.
La Polynésie française est passée au stade 3 samedi 21 mars. Sans allocation-chômage dans son système, le gouvernement a prévu de mettre en place un « revenu exceptionnel de solidarité » d’un montant de 100 000 francs pacifique par mois (800 €) pour tous les salariés en suspension de contrat et les travailleurs indépendants.
À Rapa, la plus australes des îles Australes, uniquement desservie par bateau, le tavana Tuanainai Narii a pris les devants pour protéger au mieux sa population. Cette île aux confins de la Polynésie ne disposant pas des moyens de soigner d’éventuels malades est devenue un exemple pour le Pays en ce qui concerne le confinement.
Le message « Restez chez vous » est traduit en tahitien par « A noho noa i to outou fare ».
Le centre hospitalier de la Polynésie française (CHPF) situé à Pirae compte quarante lits de réanimation équipés de respirateur artificiel pour sa médecine de soins critiques, mais le ministère de la Santé de la Polynésie française veut aussi en doter les petits hôpitaux des archipels et commande des milliers de gants médicaux et de masques de protection FFP, une dizaine de milliers de test diagnostique du SARS-CoV-2, ainsi que des respirateurs artificiel. Le gouvernement de la Polynésie française effectue aussi une commande de chloroquine auprès de laboratoires pharmaceutiques chinois agréés.
Un couvre-feu de 20 heures à 5 heures du matin est décrété sur l'ensemble du territoire de la Polynésie française à compter du 27 mars 2020.
Alors que les premiers cas se concentraient sur l'archipel de la Société avec les îles du Vent et les îles Sous-le-Vent, concentrés dans la zone urbaine de Papeete, entre Punaauia et Mahina ainsi qu'à Moorea, le 34e cas apparaît dans les Îles Tuamotu sur l'atoll de Rangiroa. Le 20e cas confirmé est une personne n'ayant aucun lien avec les autres cas confirmés ou cas contacts ou cas suspects, a été qualifié « autochtone », sur la base des conclusions de l’enquête du Bureau de veille sanitaire,.
25 résidents des îles Sous-le-Vent, 11 venant de Bora Bora, sept de Huahine et sept de Raiatea, ont été confinés à la cité universitaire d’Outumaoro.
Le confinement dans les archipels ayant porté ses fruits, Edouard Fritch regarde pour un début de déconfinement dans les îles vers le 21 avril 2020.
Le 7 mars 2020 Air Tahiti Nui décolle de l’aéroport international de Tahiti-Faaa en direction de Paris, rapatriant vers la métropole quelque 180 touristes coincés dans l’archipel par la pandémie de Covid-19 réitérant le vol record effectué le 15 mars dernier – le plus long vol domestique de l’histoire de l’aviation.

### Graphique de prévalence
Nombre d'individus infectés rapporté à la population polynésienne :
Pour des raisons techniques, il est temporairement impossible d'afficher le graphique qui aurait dû être présenté ici.